# Mike Einziger
Michael Aaron Einziger (Los Angeles, 21 giugno 1976) è un musicista statunitense.
È il chitarrista del gruppo statunitense Incubus dal 1991. Nel 2002 la rivista Total Guitar lo inserisce nella lista dei 100 migliori chitarristi di sempre. Al di fuori del suo lavoro con gli Incubus, Einziger ha fondato il suo proprio progetto, chiamato Time Lapse Consortium, nel 2003.
Einziger è attualmente iscritto all'Università di Harvard.